# 少路勇介
少路 勇介（しょうじ ゆうすけ、1979年11月19日 - ）は、日本の俳優。岐阜県大垣市出身。大人計画所属。
元妻は女優の町田マリー。
宮藤官九郎作品の常連出演者である。

## 出演

### テレビドラマ
- ぼくが地球を救う 第3話（2002年7月18日、TBS）
- 忍風戦隊ハリケンジャー 巻之二十六（2002年8月18日、テレビ朝日） - AD 役
- 探偵家族 第8話（2002年9月7日、日本テレビ）
- マルサ!!東京国税局査察部 第1話（2003年4月8日、関西テレビ・フジテレビ系）
- ぼくの魔法使い（2003年4月19日 - 7月5日、日本テレビ） - ヤス 役
- 女と愛とミステリー 警視庁・樋口警部補 朱夏（2003年8月20日、テレビ東京） - 大森雅之 役
- ドラマ特別企画 離婚旅行（2003年10月13日、TBS）
- ダムド・ファイル シーズンII file no.0013（2003年10月24日、メ〜テレ） - 浅野洋一 役
- マンハッタンラブストーリー 第6話（2003年11月13日、TBS）
- もっと恋セヨ乙女 第11話（2004年5月31日、NHK総合）
- ビー・パップ・ハイスクール（2004年6月16日、TBS） - 西林 役
- ディビジョン1 ステージ4『ハングリーキッド』 最終話（2004年7月27日、フジテレビ） - 月崎昇 役
- ウルトラマンネクサス 第2話（2004年10月9日、中部日本放送・TBS系） - ビール工場従業員・佐藤 役
- ナースマンがゆく（2004年10月16日 - 12月11日、日本テレビ） - 患者 役
- 夫婦。 第8話（2004年11月28日、TBS）
- ほんとにあった怖い話スペシャル（2004年11月29日、フジテレビ）
- ナニワ金融道・6（2005年1月3日、フジテレビ）
- 相棒（テレビ朝日）
  - Season 3 第14話「薔薇と口紅〜名門殺人学園の美女」（2005年2月16日） - 野田久雄 役
  - Season 4
    - 第11話「汚れある悪戯」（2006年1月1日） - 宅配業者 役
    - 第20話「7人の容疑者」（2006年3月8日） - 都築大輔 役

  - Season 6 第15話「20世紀からの復讐」（2008年2月13日） - 児玉隆 役
- タイガー&ドラゴン 第9話（2005年6月10日、TBS） - 泰次 役
- 電車男 第10話・最終話（2005年9月15日・22日、フジテレビ） - エヴァオタク 役
- 喰いタン 第1話（2006年1月14日、日本テレビ） - 田中伸夫 役
- 金曜エンタテイメント「新細うで繁盛記」（2006年1月20日・2007年2月23日、フジテレビ） - しゅん 役
- 水曜ミステリー9「捜査検事・近松茂道6〜拳銃魔〜」（2006年3月5日、テレビ東京） - 今井由起夫 役
- わたしが子どもだったころ（NHK BS-hi）
  - 「児童文学作家・上條さなえ」（2007年4月4日）
  - 「日本科学未来館 館長・毛利衛」（2009年7月15日）
- セクシーボイスアンドロボ 第3話（2007年4月24日、日本テレビ） - 街頭担当者 役
- 仮面ライダー電王 第21話・第22話（2007年6月24日・7月1日、テレビ朝日） - 田中 役
- おじいさん先生（2007年7月8日 - 9月30日、日本テレビ） - 大塚 役
- モップガール 第8話（2007年11月30日、テレビ朝日） - 田中健作 役
- 大河ドラマ 篤姫 第1話 - 第14話、第39話（2008年1月6日 - 4月6日、9月28日、NHK） - 詫摩治通 役
- ロス:タイム:ライフ 第8話（2008年3月29日、フジテレビ） - 男性社員A 役
- 星新一ショートショート 「逃走の道」（2008年5月19日、NHK総合） - 強盗2 役
- パズル 第6話（2008年5月23日、ABC・テレビ朝日系） - 長田俊和 役
- オトコマエ! 第10話（2008年7月5日、NHK総合） - 徳洲堂の手代 役
- モンスターペアレント 第4話（2008年7月22日、関西テレビ・フジテレビ系） - 寺田英彦 役
- 月曜ゴールデン 萬屋長兵衛の隅田川事件ファイル（2008年11月17日、TBS） - 繁 役
- 流星の絆 第7話（2008年11月28日、TBS） - 辻村 役
- 猿ロック Episode5-1・2（2009年10月1日・8日、読売テレビ・日本テレビ系） - 北村春夫 役
- 月曜ゴールデン「浅見光彦シリーズ28〜高千穂伝説殺人事件〜」（2009年10月5日、TBS） - 戸川健介 役
- Xmasの奇蹟（2009年11月2日 - 12月29日、東海テレビ・フジテレビ系） - 横井啓介 役
- 土曜ワイド劇場「弁天祐美子法律事務所2」（2009年11月7日、テレビ朝日） - 田所雄一 役
- うぬぼれ刑事（2010年7月9日 - 9月17日、TBS） - ゴロー（バーテン） 役
- 熱海の捜査官（2010年7月30日 - 9月17日、テレビ朝日） - 犬塚発見（署員） 役
- 京都地検の女 第6シリーズ 第5話（2010年11月11日、テレビ朝日） - 柿沼広明 役
- 刑事・鳴沢了2〜偽りの聖母〜（2011年5月20日、フジテレビ） - 高村智幸 役
- 名探偵コナン 工藤新一への挑戦状 第8話（2011年8月25日、読売テレビ・日本テレビ系） - 沢田治 役
- 水曜ミステリー9「ガンリキ 警部補・鬼島弥一」（2012年1月18日、テレビ東京） - 仁志文哉 役
- 13歳のハローワーク 第5話（2012年2月10日、テレビ朝日） - 渋沢 役
- たぶらかし-代行女優業・マキ- 第5話（2012年5月3日、読売テレビ・日本テレビ系） - 浅井康平 役
- 正月時代劇「御鑓拝借〜酔いどれ小籐次留書〜」（2013年1月1日、NHK総合） - 茂木直義 役
- いつか陽のあたる場所で 第1話・第2話、第5話 - 第9話（2013年1月8日・15日、2月5日 - 3月5日、NHK総合） - 田村省吾 役
- 遺留捜査 第3シリーズ 第4話（2013年5月8日、テレビ朝日） - 久保栄司 役
- 水曜ミステリー9「浅草下町通交番 子連れ巡査の捜査日誌1」（2013年7月24日、テレビ東京） - 水野克洋 役
- SUMMER NUDE 第4話（2013年7月29日、フジテレビ） - 斉藤静雄 役
- DOCTORS 2 最強の名医 第7話（2013年8月22日、テレビ朝日） - 畠山健介 役
- 変身インタビュアーの憂鬱（2013年10月22日 - 12月24日、TBS） - 川本三郎 役
- 水曜ミステリー9 カメラマン亜愛一郎の迷宮推理（2013年11月13日、テレビ東京） - 西條啓太 役
- メ〜テレドラマ「卒業」（2014年3月18日、メ〜テレ） - 正田譲先生 役
- TEAM -警視庁特別犯罪捜査本部- 第2話（2014年4月23日、テレビ朝日） - 小松恵太 役
- ゼロの真実〜監察医・松本真央〜 第3話（2014年7月31日、テレビ朝日） - 鐘本祐一 役
- 東京スカーレット〜警視庁NS係 第4話（2014年8月5日、TBS） - 矢部真人 役
- 水曜ミステリー9 最強の法廷 裁判官桜子と10人の評決（2015年1月14日、テレビ東京） - 上田伸介 役
- 水曜ミステリー9 今野敏サスペンス 廉恥 警視庁強行犯 樋口顕（2015年2月25日、テレビ東京） - 尾崎 役
- 天使と悪魔-未解決事件匿名交渉課- 第5話（2015年5月8日、テレビ朝日） - 内田健二 役
- 刑事7人（テレビ朝日）
  - 第1シリーズ 第3話（2015年7月29日） - 永井弘士 役
  - 第4シリーズ 第8話（2018年8月29日） - 火浦陸 役
- プレミアムよるドラマ オンナミチ 第3話、第7話・最終話（2015年8月18日、9月15日・22日、NHK BSプレミアム） - 小松勇介 役
- サマー・ストーカーズ・ブルース（2015年9月27日、フジテレビ） - サンシャイン 役
- 連続ドラマW 海に降る（2015年10月10日 - 11月14日、WOWOW） - 佐竹巧 役
- 土曜ワイド 出張鑑定人・宝来伝吉2（2016年2月27日、フジテレビ） - 竹下満 役
- ナイトヒーロー NAOTO（2016年4月16日 - 7月2日、テレビ東京） - 浦野 役
- ゆとりですがなにか（2016年4月17日 - 6月19日、日本テレビ） - 村井 役
  - ゆとりですがなにか 純米吟醸純情編（2017年7月2日・9日）
- 連続ドラマW コールドケース 〜真実の扉〜 最終話（2016年12月24日、WOWOW） - 木下 役
- 土曜ワイド劇場 弁護士 倉沢由法の事件ファイル（2017年1月21日、ABC・テレビ朝日系） - 刑事 役
- 科捜研の女（テレビ朝日）
  - SEASON16 第16話（2017年3月2日） - 江上昌史 役
  - SEASON19 第15話（2019年8月29日） - 野村俊哉 役
  - SEASON22 第2話（2022年10月25日） - 末政彰義 役
- 重要参考人探偵 第4話（2017年11月10日、テレビ朝日） - 太平洋 役
- 奥様は、取り扱い注意 第9話・最終話（2017年11月29日・12月6日、日本テレビ） - 神谷 役
- 春のミステリーナイト 静おばあちゃんにおまかせ 第1話（2018年3月23日、テレビ朝日） - 小田切明 役
- サイレント・ヴォイス 行動心理捜査官・楯岡絵麻 第4話（2018年10月27日、BSテレビ東京） - 高山幸司 役
- 主婦カツ! 第5話・第6話（2018年11月4日・11日、NHK BSプレミアム） - 阪口智也 役
- 犬神家の一族（2018年12月24日、フジテレビ） - 若林豊一郎 役
- おしい刑事 第2話（2019年5月12日、NHK BSプレミアム） - 野上光一 役
- 執事 西園寺の名推理2 第4話（2019年5月17日、テレビ東京） - 広田典彦 役
- 特捜9 season2 第7話（2019年5月29日、テレビ朝日） - 日暮洋介 役
- 時効警察はじめました 最終話（2019年12月6日、テレビ朝日） - 祷巫女彦 役[4]
- 課長バカ一代 第2話（2020年1月19日、BS12 トゥエルビ） - 秋野潤一郎 役[5]
- 駐在刑事 Season2 第5話（2020年2月21日、テレビ東京） - 玉井敬一 役
- 月曜プレミア8 小杉健治サスペンス 当番弁護士 梶原藤子の事件ファイル（2020年6月22日、テレビ東京） - 鬼塚辰夫 役
- 警視庁・捜査一課長2020 第11話（2020年7月23日、テレビ朝日） - 鴨志田伸治 役
- 女子グルメバーガー部 第4話（2020年8月1日、テレビ東京） - 木村料理長 役[6]
- ドラマスペシャル ドクターY〜外科医・加地秀樹〜（2020年10月4日、テレビ朝日） - 有働竜吾 役
- ドラマスペシャル 当確師（2020年12月27日、テレビ朝日） - 岩木秘書 役
- 桜の塔 第1話・第5話（2021年4月15日・5月13日、テレビ朝日） - 佐久間義孝 役
- WOWOWオリジナルドラマ 男コピーライター、育休をとる。（2021年7月9日 - 8月13日、WOWOWプライム） - 梶原達也 役[7]
- ドラマスペシャル 家栽の人（2021年9月29日、テレビ朝日） - 宇田川良介 役
- 監察医 朝顔2022スペシャル（2022年9月26日、フジテレビ） - 岸川裕二 役[8]
- 一橋桐子の犯罪日記 第4話・最終話（2022年10月29日・11月5日、NHK総合） - 久遠を取り囲む男 役
- 記憶捜査3～新宿東署事件ファイル～ 第4話 - 第6話（2022年11月25日 - 12月9日、テレビ東京） - 佐伯直海 役
- 100万回 言えばよかった（2023年1月13日 - 3月17日、TBS） - 田島宏一 役[9]
- ブラックファミリア〜新堂家の復讐〜（2023年10月6日 - 12月7日、読売テレビ・日本テレビ系） - 芹沢歩夢 役[10]
- イップス 第8話（2024年5月31日、フジテレビ） - 千葉正則 役
- クラスメイトの女子、全員好きでした 第2話・第4話（2024年7月18日・8月2日、読売テレビ・日本テレビ系） - 東山 役[11]
- 社畜人ヤブー（2025年4月4日 - 6月20日、BS松竹東急） - 只志野誠二 役[12]
- 大岡越前8 第2回（2025年6月15日、NHK BS・NHK BSプレミアム4K） - 与太 役
- 能面検事 第4話・第5話（2025年8月1日・8日、テレビ東京） - 安田啓輔 役[13]

### CM
- 日本コカ・コーラ コカ・コーラ ゼロ（2008年）
- 全日本空輸 ANA ココロノツバサ「デリー」篇（2012年9月）
- ローソン「MACHI cafe」夫婦編（2014年3月）
- 東京ガス「頑張る人にいいエネルギーを  くちぐせ」篇（2015年3月）
- ダイハツ工業 ムーヴキャンバス「LEDヘッドランプ」篇（2016年9月）
- JRA 「夏競馬」篇（2019年6月）

### テレビ番組
- 日本の歴史「平安貴族の優雅な一日」（2005年9月17日、フジテレビ） - 藤原棟世 役
- 恋のから騒ぎ ドラマスペシャル〜Love StoriesIII〜「十億の女」（2006年9月26日、日本テレビ）
- 経済ドキュメンタリードラマ ルビコンの決断「我ら農業サラリーマン 〜日曜・祝日休みます〜」（2009年9月3日、テレビ東京） - 島崎人志 役
- 祝女 シーズン3 第10回（2012年1月14日、NHK総合）
- NHKスペシャル 未解決事件 File.2 オウム真理教 17年目の真実（2012年5月26日・27日、NHK総合） - 三浦幸仁（仮名） 役
- 君は天才! 〜渡辺謙がコントに挑戦!!（2019年8月10日、NHK BSプレミアム） - 篠田 役
- 劇場の灯を消すな!本多劇場編 特ダネ!皆川スポーツ in 演劇とパンケーキの街、下北沢。宮藤官九郎と細川徹責任編集（2020年9月26日、WOWOWライブ） - 本多劇場案内出演[14]
- ウーマンリブvol.14「もうがまんできない2020」（2020年10月17日、WOWOWライブ） - シャーク 役[15]

### 映画
- 真夜中の弥次さん喜多さん（2005年4月2日 監督：宮藤官九郎、アスミック・エース） - 唐辛子売り 役
- 春の雪（2005年10月29日 監督：行定勲、東宝）
- 大停電の夜に（2005年11月19日 監督：源孝志、アスミック・エース）
- スクールデイズ（2005年12月10日 監督：守屋健太郎、ファントム・フィルム）
- アオグラ AOGRA（2006年10月28日 監督：小林要、シネハウス） - ユタカ 役
- インスタント沼（2009年5月23日 監督：三木聡、角川映画・アンプラグド） - 鑑識課・中島 役
- ゴールデンスランバー（2010年1月30日 監督：中村義洋、東宝） - 轟一郎 役
- 明日やること ゴミ出し 愛想笑い 恋愛。（2010年8月1日 監督：上利竜太、日本テレビ放送網・吉本興業）
- DOG×POLICE 純白の絆（2011年10月1日 監督：七高剛、東宝）
- ぱいかじ南海作戦（2012年7月14日 監督：細川徹、キングレコード・ティ・ジョイ） - AD（CM撮影のスタッフ） 役
- 中学生円山（2013年5月18日 監督：宮藤官九郎、東映） - 黒田 役
- 俺俺（2013年5月25日 監督：三木聡、ジェイ・ストーム） - 制服警官 犬塚&隣の男 役
- 奇跡のリンゴ（2013年6月8日 監督：中村義洋、東宝） - 河瀬銀作 役
- 忍びの国（2017年7月1日 監督：中村義洋、東宝） - 田屋掃部 役
- ビジランテ（2017年12月9日 監督：入江悠、東京テアトル・スタジオブルー） - デリヘル店員 役
- 東京ワイン会ピープル（2019年10月4日 監督：和田秀樹、キグー） - 山崎課長 役
- 映画 イチケイのカラス（2023年1月13日 監督：田中亮、東宝）
- ゆとりですがなにか インターナショナル（2023年10月13日 監督：水田伸生、東宝） - 村井 役
- おまえの罪を自白しろ（2023年10月20日 監督：水田伸生、松竹） - 青井 役
- サンセット・サンライズ（2025年1月17日、監督：岸善幸、ワーナー・ブラザース映画） - 平野武則 役[16]
- ふつうの子ども（2025年9月5日公開予定、監督：呉美保、murmur）[17]

### ラジオドラマ
- FMシアター（NHK-FM）
  - 「遺影俳優」（2014年2月22日） - 岡島桃太郎 役
  - 「告白の対価」（2020年1月18日）

### webドラマ
- @niftyオリジナルウェブドラマ「一生の言葉。『幸せなら手をつなごう』」（2004年、@nifty）
- ラブ・コレ 東京Love Collection（2006年3月17日 - 5月26日、GyaO） - 赤塚たろう 役
- 山岸ですがなにか（2017年7月2日 - 23日、Hulu） - 村井 役
- 離婚しようよ（2023年6月22日、Netflix） - 笹井 役[18]
- ブラックファミリア〜新堂家の復讐〜 Huluオリジナルストーリー「復讐を終えた、それぞれの今」（2023年12月8日、Hulu） - 芹沢歩夢 役
- 飛鳥クリニックは今日も雨（2025年4月17日、Lemino） - 河原木 役[19]

### 舞台
- 流山児★事務所2000年春公演 渋谷ジァン・ジァンファイナル『血は立ったまま眠っている』（2000年4月22日 - 25日、渋谷ジァン・ジァン） - 記者、オオタ 役
- 白鷺城の花嫁（2001年1月11日 - 14日、スペース・ゼロ）
- 劇団テヘラン『アリと三郎』（2002年10月25日 - 27日、下北沢OFF・OFFシアター） - ポール 役
- シアターコクーン・オンレパートリー2003『ニンゲン御破産』（2003年2月4日 - 24日、Bunkamura シアターコクーン） - 武士、百姓、官軍、浪士 役
- 温泉きのこ vol.1『きのこから毛が生えたっていいじゃない』（2003年5月29日 - 6月1日、テルプシコール）
- ウーマンリブ vol.7『熊沢パンキース03』（2003年7月30日 - 8月17日、本多劇場 / 8月20日 - 27日、近鉄小劇場） - 西巻 役
- 美しきものの伝説（2004年2月17日 - 3月10日、紀伊國屋ホール） - 男優B、尾行 役
- ウーマンリブ vol.8『轟天VS港カヲル 〜ドラゴンロック!女たちよ、俺を愛してきれいになあれ〜』（2004年9月8日 - 18日、サンシャイン劇場） - パトラッシュ 役
- 岩松了3本連続公演『アイスクリームマン』（2005年5月11日 - 29日、下北沢ザ・スズナリ） - 佐藤 役
- シアターコクーン・オンレパートリー2005『キレイ〜神様と待ち合わせした女〜』（2005年7月6日 - 30日、Bunkamura シアターコクーン / 8月6日 - 12日、シアターBRAVA!） - 兵士 役
- ウーマンリブ vol.9『七人の恋人』（2005年10月15日 - 11月13日、本多劇場 / 11月15日 - 19日、大阪厚生年金会館芸術ホール） - 緑の恋人 役
- ウィー・トーマス（2006年6月6日 - 11日、東京グローブ座 / 6月15日、イズミティ21 大ホール / 6月17日・18日、水戸芸術館ACM劇場 / 6月22日、名古屋市民会館 / 6月24日、梅田芸術劇場 シアター・ドラマシティ / 6月28日 - 7月9日、PARCO劇場） - デイヴィー 役
- ウーマンリブ vol.10『ウーマンリブ先生』（2006年11月2日 - 19日、サンシャイン劇場） - 猿飼洋介 役
- シアターコクーン・オンレパートリー2008『女教師は二度抱かれた』（2008年8月4日 - 27日、Bunkamura シアターコクーン） - ポッキー、録音部、動物園の係員、救急隊員1、工員 役
- ウーマンリブ vol.11『七人は僕の恋人』（2008年11月8日 - 12月7日、本多劇場 / 12月10日 - 16日、兵庫県立芸術文化センター 中ホール）
- いのうえ歌舞伎・壊Punk『蜉蝣峠』（2009年3月13日 - 4月12日、赤坂ACTシアター / 4月21日 - 5月7日、梅田芸術劇場 メインホール） - 平太、立派組ヤクザ 役
- 母を逃がす（2010年11月15日 - 12月19日、本多劇場 / 12月22日 - 28日、森ノ宮ピロティホール） - 山木 役
- ウーマンリブ vol.12『SAD SONG FOR UGLY DAUGHTER』（2011年6月10日 - 7月10日、本多劇場 / 7月13日 - 18日、シアター・ドラマシティ） - 小堀 役
- 男子はだまってなさいよ!8「アダルト」（2011年9月14日 - 25日、赤坂RED/THEATER）
- ウェルカム・ニッポン（2012年3月16日 - 4月15日、本多劇場 / 4月18日 - 22日、シアター・ドラマシティ） - 牛頭 役（映像と声の出演）
- シアターコクーン・オンレパートリー＋大人計画2012『ふくすけ』（2012年8月1日 - 9月2日、Bunkamura シアターコクーン / 9月6日 - 13日、シアターBRAVA!） - レイジ 役
- 生きちゃってどうすんだ（2012年12月5日 - 16日、下北沢 ザ・スズナリ / 12月18日・19日、西鉄ホール / 12月20日、アステールプラザ 中ホール / 12月21日・22日、ABCホール / 12月24日、まつもと市民芸術館） - 映像出演
- マシーン日記（2013年3月14日 - 31日、東京芸術劇場 シアターイースト / 4月13日、りゅーとぴあ 新潟市民芸術文化会館 / 4月20日・21日、北九州芸術劇場 中劇場 / 4月25日 - 27日、パリ日本文化会館・大ホール） - ミチオ 役[20]
- 大パルコ人2 バカロックオペラバカ『高校中パニック!小激突!!』（2013年11月24日 - 12月29日、パルコ劇場 / 2014年1月4日・5日、仙台サンプラザホール / 1月11日 - 19日、森ノ宮ピロティホール / 1月24日 - 26日、刈谷市総合文化センター） - 少路ゆうすけ 役
- 日本の30代『十二夜』（2014年4月18日 - 28日、下北沢駅前劇場） - サー・トービー・ベルチ 役[21]
- シアターコクーン・オンレパートリー2014＋大人計画『キレイ -神様と待ち合わせした女-（再々演）』（2014年12月5日 - 30日、Bunkamura シアターコクーン / 2015年1月8日 - 18日、シアターBRAVA!） - カウボーイ 役
- 日本の30代『ジャガーの眼 2008』（2015年8月28日 - 9月7日、下北沢駅前劇場） - Dr.弁 役[22]
- ウーマンリブ vol.13『七年ぶりの恋人』（2015年10月29日 - 11月29日、本多劇場 / 12月2日 - 9日、シアター・ドラマシティ）
- あぶない刑事にヨロシク（2016年4月14日 - 24日、本多劇場） - 映像出演
- 大パルコ人3 ステキロックオペラ『サンバイザー兄弟』（2016年11月13日 - 12月4日、サンシャイン劇場 / 12月8日 - 18日、森ノ宮ピロティホール / 12月21日 - 23日、仙台サンプラザホール） - ヤン 役[23]
- ONWARD presents 劇団☆新感線『髑髏城の七人』 Season鳥 Produced by TBS（2017年6月27日 - 9月1日、IHIステージアラウンド東京） - 少吉 役[24]
- シアターコクーン・オンレパートリー2017 DISCOVER WORLD THEATRE vol.3『欲望という名の電車』（2017年12月8日 - 28日、Bunkamura シアターコクーン / 2018年1月6日 - 8日、森ノ宮ピロティホール） - スティーブ・ハベル 役[25]
- シアターコクーン・オンレパートリー2018『ニンゲン御破算』（2018年6月7日 - 7月1日、Bunkamura シアターコクーン / 7月5日 - 15日、森ノ宮ピロティホール） - 安藤小太郎、官軍、武士、提灯持ち 役[26]
- COCOON PRODUCTION2020 DISCOVER WORLD THEATRE vol.9『十二人の怒れる男』（2020年9月11日 - 10月4日、Bunkamura シアターコクーン） - 陪審員5番 役[27]
- 大パルコ人④マジロックオペラ『愛が世界を救います（ただし屁が出ます）』（2021年8月9日 - 31日、PARCO劇場 / 9月4日 - 12日、COOL JAPAN PARK OSAKA WWホール / 9月15日 - 17日、電力ホール） - 甘栗しゅんぺい、アルパカ、ジャッキー、北方先生 役[28]
- COCOON PRODUCTION 2021＋大人計画『パ・ラパパンパン』（2021年11月3日 - 28日、Bunkamura シアターコクーン /12月4日 - 12日、森ノ宮ピロティホール） - ジミー 役[29]
- ウーマンリブ vol.15『もうがまんできない』（2023年4月14日 - 5月14日、本多劇場 / 5月18日 - 31日、サンケイホールブリーゼ） - シャーク 役[30]
- 鍵泥棒のメソッド→リブート（2024年1月11日 - 21日、本多劇場 / 1月27日、森ノ宮ピロティホール） - コンドウ 役[31]
- 朗読劇『蒲田行進曲』（2024年10月19日・20日、京都芸術劇場 春秋座） - 倉岡銀四郎 役[32][33]
- KAATキッズ・プログラム2025『わたしたちをつなぐたび』（2025年7月21日 - 27日、KAAT神奈川芸術劇場 大スタジオ / 8月2日・3日、グランシップ 中ホール・大地）[34]
- 大パルコ人⑤オカタイロックオペラ『雨の傍聴席、おんなは裸足…』（2025年11月6日 - 30日〈予定〉、PARCO劇場 / 12月4日 - 14日〈予定〉、SkyシアターMBS / 12月20日・21日〈予定〉、仙台サンプラザホール）[35][36]

### DVD
- 幽霊より怖い話 Vol.1「女優ストーカー」（2005年6月24日、カルチュア・パブリッシャーズ）